# Maria Skłodowska-Curie
Maria Salomea Skłodowska-Curie (ur. 7 listopada 1867 w Warszawie, zm. 4 lipca 1934 w Passy) – polsko-francuska uczona w dziedzinach fizyki doświadczalnej i chemii fizycznej, podwójna noblistka – laureatka Nagrody Nobla z fizyki (1903) i chemii (1911).
W 1891 r. wyjechała z Królestwa Polskiego do Paryża, by podjąć studia na Sorbonie (w XIX wieku kobiety nie mogły studiować na ziemiach polskich); następnie pracowała naukowo. Była prekursorką nowej gałęzi chemii – radiochemii. Do jej dokonań należą: rozwinięcie teorii promieniotwórczości, technik rozdzielania izotopów promieniotwórczych oraz odkrycie dwóch nowych pierwiastków – radu i polonu. Z jej inicjatywy prowadzono także badania nad leczeniem raka za pomocą promieniotwórczości.
Nagrodą Nobla została wyróżniona po raz pierwszy w 1903 r. – z fizyki, wraz z mężem Pierre’em Curie i z Henrim Becquerelem, za badania nad odkrytym przez Becquerela zjawiskiem promieniotwórczości. Po raz drugi została nagrodzona w 1911 r. – z chemii za odkrycie polonu i radu, wydzielenie czystego radu i badanie właściwości chemicznych pierwiastków promieniotwórczych. Należy do grona jedynie czterech osób, które otrzymały więcej niż jedną Nagrodę Nobla. Wśród nich jest jedną z dwóch, które otrzymały nagrody w różnych dyscyplinach, a także jedynym uczonym uhonorowanym w dwóch różnych naukach przyrodniczych. Mimo polskiej narodowości i sentymentów do kraju, nigdy nie otrzymała polskiego obywatelstwa.
Jest pierwszą kobietą, która spoczęła w paryskim Panteonie w dowód uznania zasług naukowych. Z mężem Pierre’em Curie miała dwie córki: Irène Joliot-Curie i Ève Curie.

## Życiorys

### Dzieciństwo i młodość w Królestwie Polskim

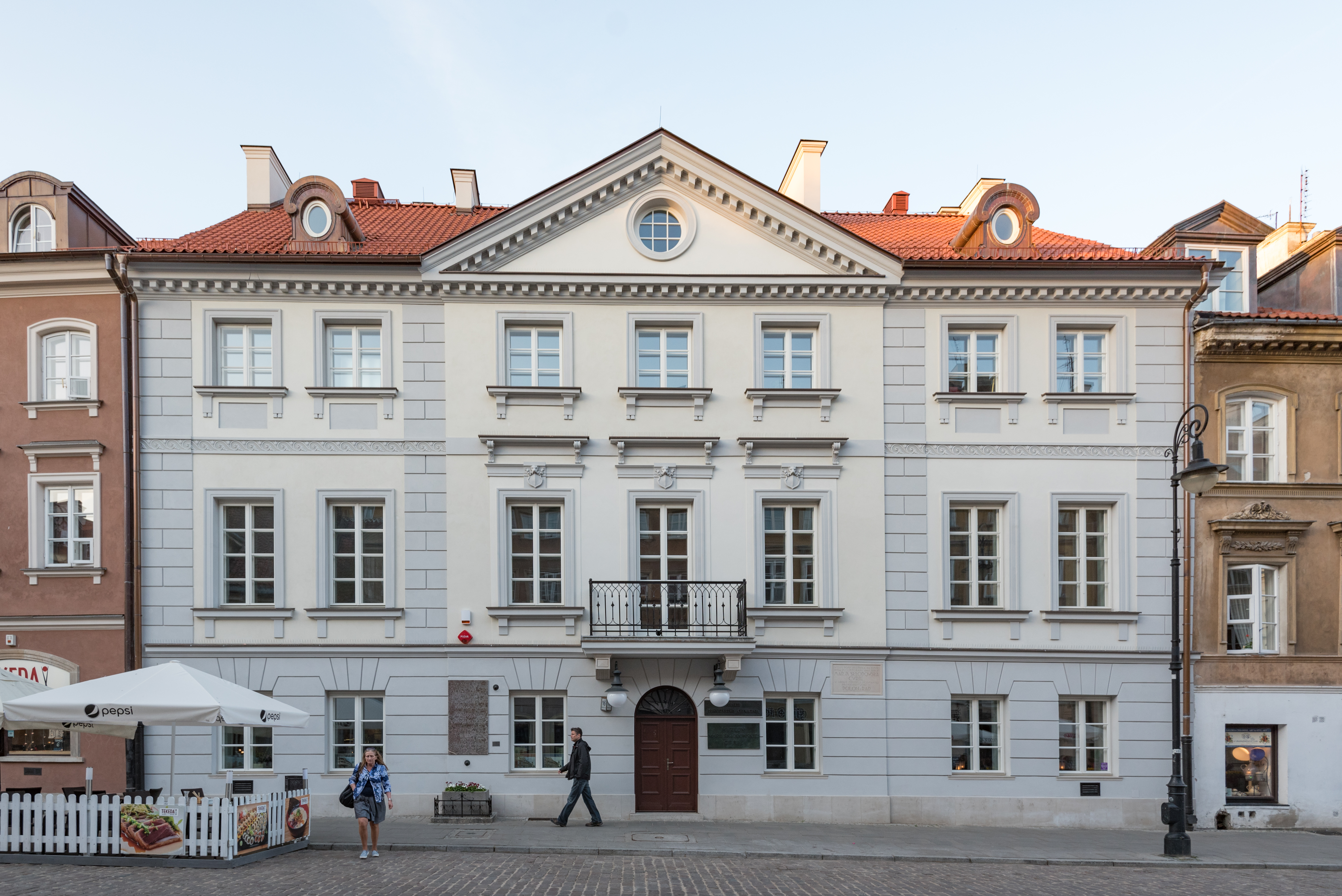
Kamienica Łyszkiewicza przy ul. Freta 16 w Warszawie, miejsce urodzenia Marii Skłodowskiej. Od 1967 r. siedziba muzeum noblistki

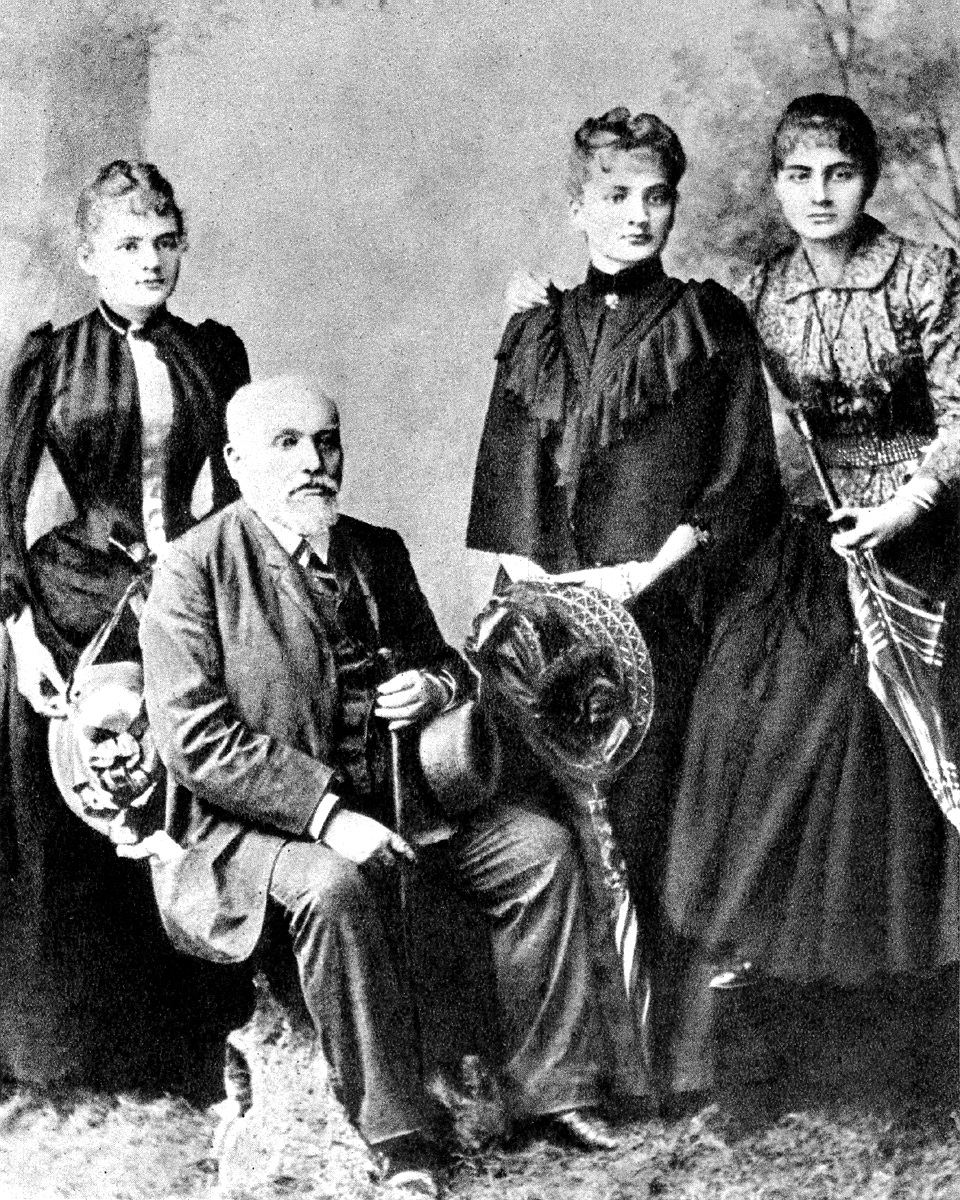
Władysław Skłodowski oraz, od lewej: Maria, Bronisława, Helena (1890)

Maria Skłodowska urodziła się w Warszawie (wtedy znajdującej się w Królestwie Polskim, będącym częścią Imperium Rosyjskiego) jako piąte i ostatnie dziecko w rodzinie nauczycielskiej, wywodzącej się z drobnej szlachty. Jej ojciec Władysław, pochodził z rodziny, która miała prawo do posługiwania się herbem Dołęga, zaś matka z rodziny z herbem Topór. Dziadek Józef Skłodowski był szanowanym lubelskim i kieleckim pedagogiem, wójtem Piekoszowa. Ojciec Władysław Skłodowski był nauczycielem matematyki i fizyki oraz dyrektorem kolejno dwóch warszawskich gimnazjów męskich, zmuszony przez władze carskie prowadził również w domu stancję dla chłopców. Matka Bronisława Boguska, była przełożoną warszawskiej pensji dla dziewcząt z dobrych domów. Oboje rodzice wychowywali swoje dzieci w duchu głębokiego patriotyzmu. Rodzeństwem Marii byli: Zofia (1861–1876), Józef (1863–1937) – znany warszawski lekarz, Bronisława (1865–1939) – lekarka i działaczka społeczna i Helena (1866–1961) – nauczycielka. Kiedy Maria miała 9 lat, jej najstarsza siostra Zofia zmarła na tyfus. Dwa lata później, w wieku 42 lat zmarła jej matka, która od lat chorowała na gruźlicę. Ojciec był ateistą, matka zaś głęboko wierzącą katoliczką. Po śmierci siostry i matki Maria wpadła w depresję, straciła też wiarę w Boga i stała się ateistką, a według Reida agnostyczką.
Gdy Maria miała 10 lat rozpoczęła naukę na pensji dla dziewcząt, którą wcześniej prowadziła jej matka. Następnie kształciła się w III Żeńskim Gimnazjum Rządowym, które ukończyła w 1883 r. ze złotym medalem. Kolejny rok spędziła na wsi u ziemiańskiej rodziny jej ojca, gdzie regenerowała siły fizyczne i psychiczne po bolesnych przeżyciach związanych ze śmiercią matki i siostry. Po powrocie do Warszawy udzielała korepetycji z matematyki, fizyki, języków obcych (znała polski, rosyjski, niemiecki, angielski, francuski). W Warszawie Maria poznała Bronisławę Piasecką – nauczycielkę, którą przepełniały idee pozytywizmu. Pod jej wpływem Maria wraz z siostrami – Bronią i Helą wstąpiły na Uniwersytet Latający. Był to czas, kiedy młode Skłodowskie poznały wybitnych profesorów, którzy przekazali im zakazaną przez władzę wiedzę. W wieku około 16 lat, ostatecznie zadeklarowała się jako ateistka, zamieszczając w swoim pamiętniku racjonalistyczną krytykę przeciwko instytucjonalnemu oszukiwaniu w Kościele, jak również fragmenty obrazoburczej książki „Żywot Jezusa” autorstwa byłego księdza Josepha Ernesta Renana. Kienzler podsumowuje: „Odtąd w jej życiu miejsce wiary i Boga zastąpiła nauka”.
Zafascynowane nauką, Maria i Bronia zawarły umowę, w myśl której najpierw na studia do Paryża wyjedzie starsza z nich, a młodsza będzie pracować w kraju na jej utrzymanie. Po zakończonych studiach we Francji, Bronia miałaby utrzymywać Marię. W związku z tym została guwernantką najpierw w prawniczej rodzinie z Krakowa, a następnie u ziemiańskiej rodziny Żorawskich, mieszkających w majątku ziemskim w Szczukach. Tam Maria uczyła dwie córki Żorawskich, a w wolnych chwilach, za zgodą Żorawskiego, uczyła wiejskie dzieci czytania, pisania i liczenia.
W Szczukach Maria poznała syna Żorawskich, Kazimierza, wtedy młodego studenta matematyki. Młodzi zakochali się w sobie i dość szybko zaręczyli. Rodzice Kazimierza jednak stanowczo odrzucili pomysł ślubu ich syna z ubogą guwernantką, a sam Kazimierz nie potrafił się im przeciwstawić. Upokorzona Maria pracowała w Szczukach jeszcze piętnaście miesięcy. Żyjąc nadzieją na małżeństwo, raz jeszcze spotkała się z Kazimierzem w Zakopanem. Spotkanie potwierdziło jednak tylko obawy Marii, że do małżeństwa nie dojdzie. Ostatecznie zerwała znajomość z młodym Żorawskim. W 1889 r. upokorzona i odtrącona Maria, po czterech latach żalu, bólu, samotności i ciężkiej pracy powróciła do Warszawy. Tutaj zaczęła uzupełniać swoją wiedzę z chemii i fizyki na Uniwersytecie Latającym, m.in. uczestnicząc w laboratoriach Muzeum Przemysłu i Rolnictwa przy Krakowskim Przedmieściu. Pomagali jej cioteczny brat Józef Boguski, były asystent Dymitra Mendelejewa, oraz chemik Napoleon Milicer, były współpracownik Roberta Bunsena. To właśnie ci uczeni nauczyli młodą Skłodowską analizy chemicznej, którą później mogła wykorzystać przy pracach umożliwiających jej wyizolowanie radu i polonu.
Na początku 1890 r., zgodnie z wcześniejszą umową, Bronisława, która kilka miesięcy wcześniej poślubiła Kazimierza Dłuskiego (także lekarza), zaprosiła ją do swojego paryskiego mieszkania, oferując pełne utrzymanie. Maria jeszcze przez rok się wahała, dokształcała, udzielała korepetycji, aż na początku 1891 r. zdecydowała się wyjechać do Paryża.

### Studia na Sorbonie i Pierre Curie

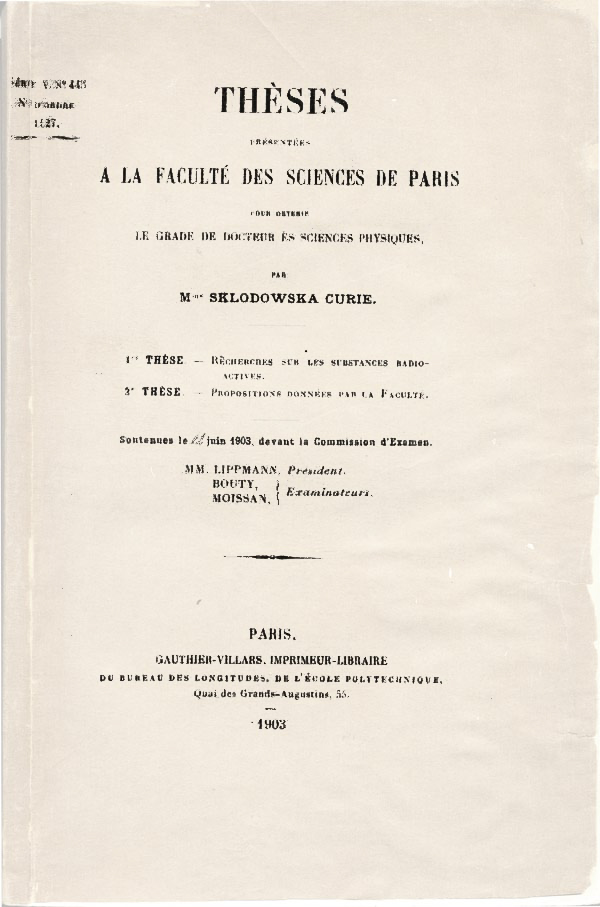
Karta tytułowa pracy doktorskiej Marii Skłodowskiej-Curie z 1903 r.

Maria Skłodowska rozpoczęła naukę na Sorbonie w listopadzie 1891 r. Jako przedmiot studiów wybrała matematykę i fizykę. Jej nauczycielami akademickimi byli Paul Appell, Henri Poincaré oraz Gabriel Lippmann – wybitni uczeni o światowej sławie. Życie i czas w Paryżu Maria dzieliła pomiędzy naukę i grę w amatorskim teatrze. To właśnie w czasie studiów podczas jednego z przedstawień pt. „Polska, która kruszy kajdany” poznała i zaprzyjaźniła się z 7 lat starszym pianistą – Ignacym Janem Paderewskim. 28 lipca 1893 r. otrzymała licencjat z fizyki z pierwszą lokatą, a rok później licencjat z matematyki z drugą lokatą.
Po ukończonych studiach, Gabriel Lippmann pomógł Marii otrzymać stypendium naukowe nad badaniami naukowymi związanymi z magnetycznymi właściwościami różnych rodzajów stali. W tym samym czasie Maria poznała u prof. Józefa Wierusza-Kowalskiego skromnego naukowca – Pierre’a Curie.
Był on o osiem lat starszy od Marii, był wspólnie z bratem Jacques’m odkrywcą piezoelektryczności, autorem „prawa Curie” i zasady symetrii, konstruktorem piezokwarcu i „wagi Curie”. Maria i Pierre szybko znaleźli wspólne tematy do rozmów. 26 lipca 1895 r. Maria Skłodowska i Pierre Curie zawarli cywilny związek małżeński. Podczas ceremonii towarzyszyli im tylko najbliższa rodzina i kilku przyjaciół. W podróż poślubną pojechali na rowerach – prezencie ślubnym od jednego z przyjaciół.

### Odkrycie polonu i radu

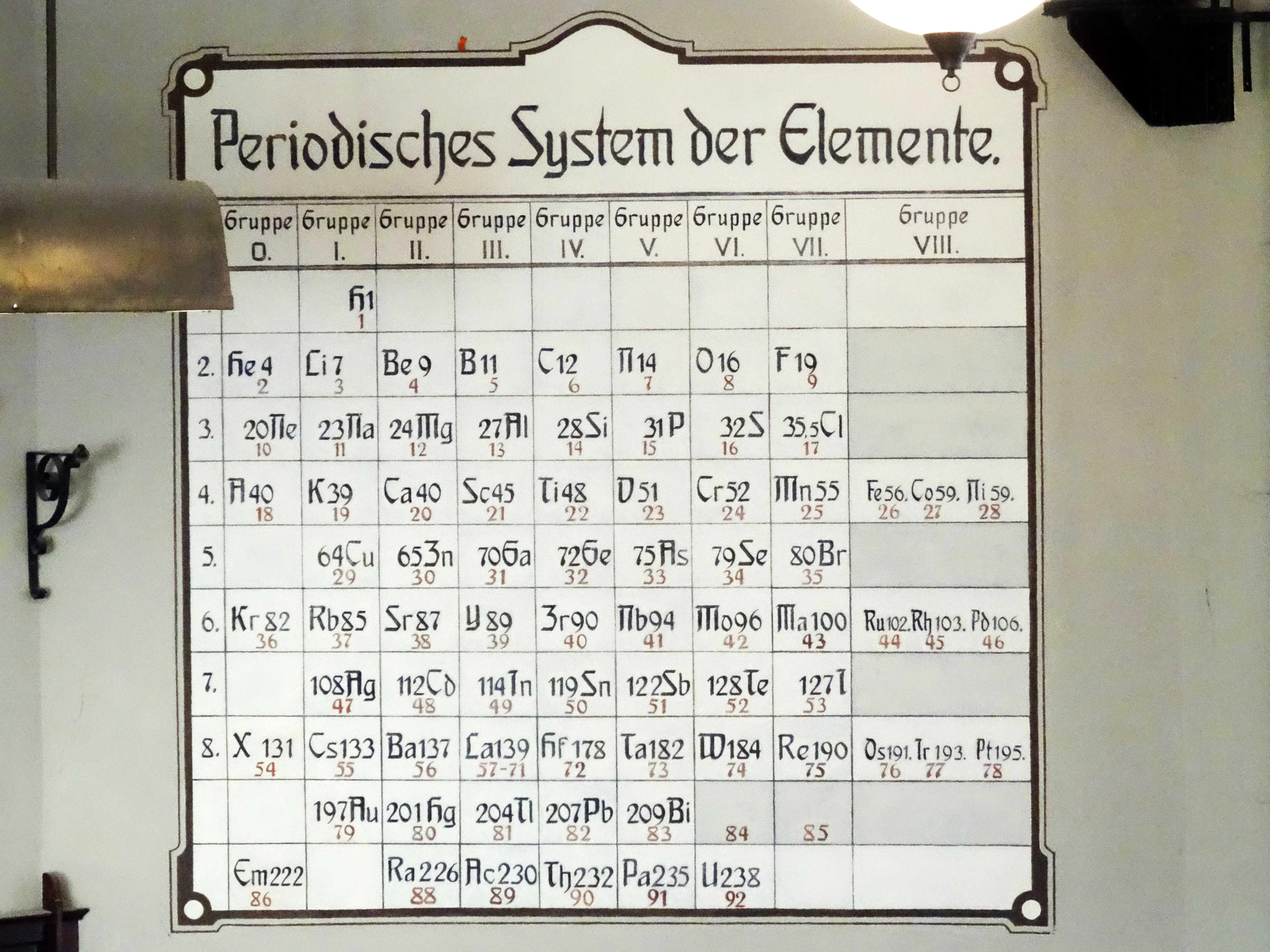
Odrestaurowany układ okresowy z lat 1904–1945 na ścianie Audytorium Chemicznego Politechniki Gdańskiej. Zwracają uwagę brak polonu (l.a. 84), odkrytego już w 1898 r. przez Marię Skłodowską-Curie, oraz obecność mazura (masurium, symbol Ma, l.a. 43), opisanego w 1925 r. przez badaczy niemieckich, a którego odkrycie nie zostało uznane na świecie

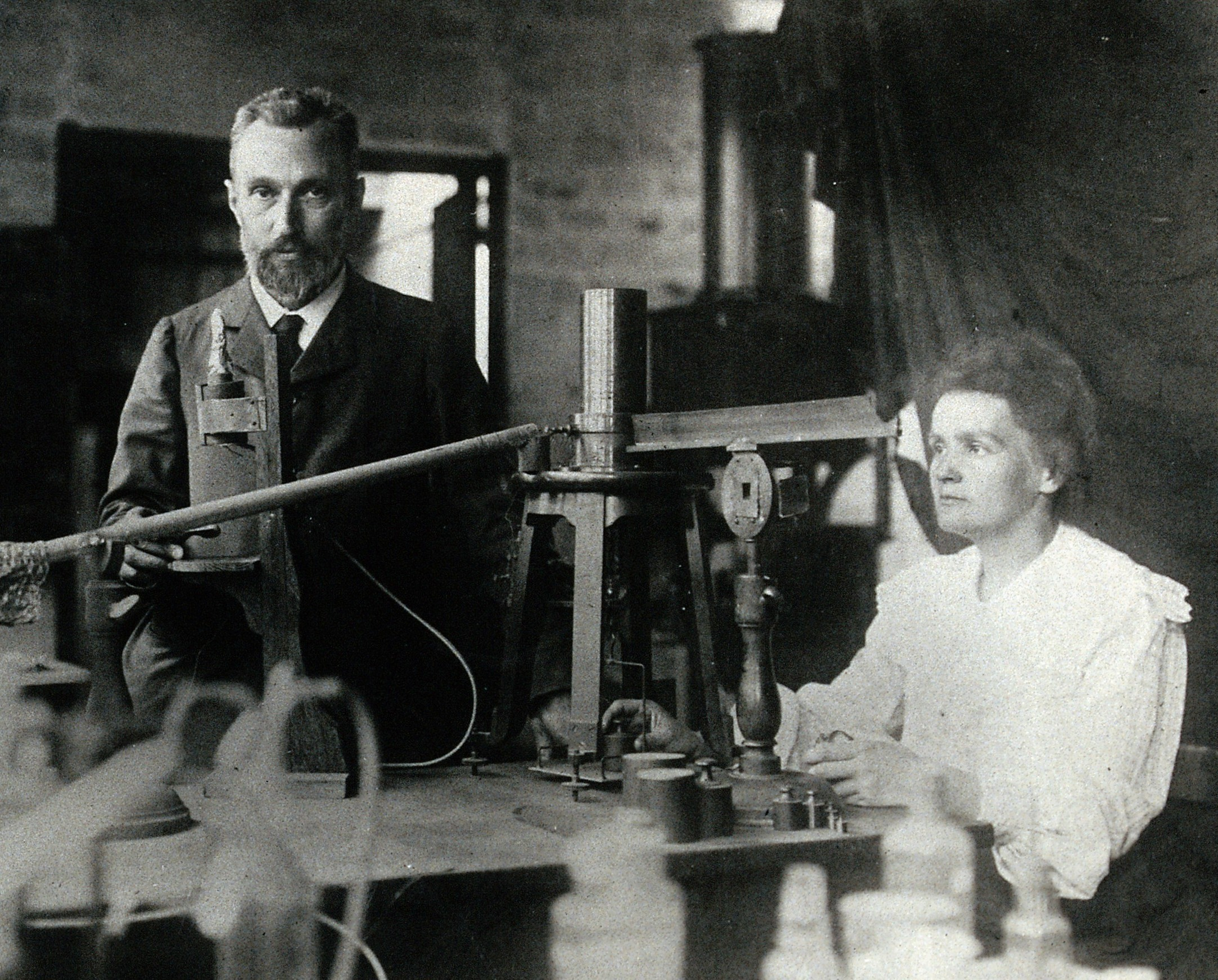
Maria z mężem w laboratorium

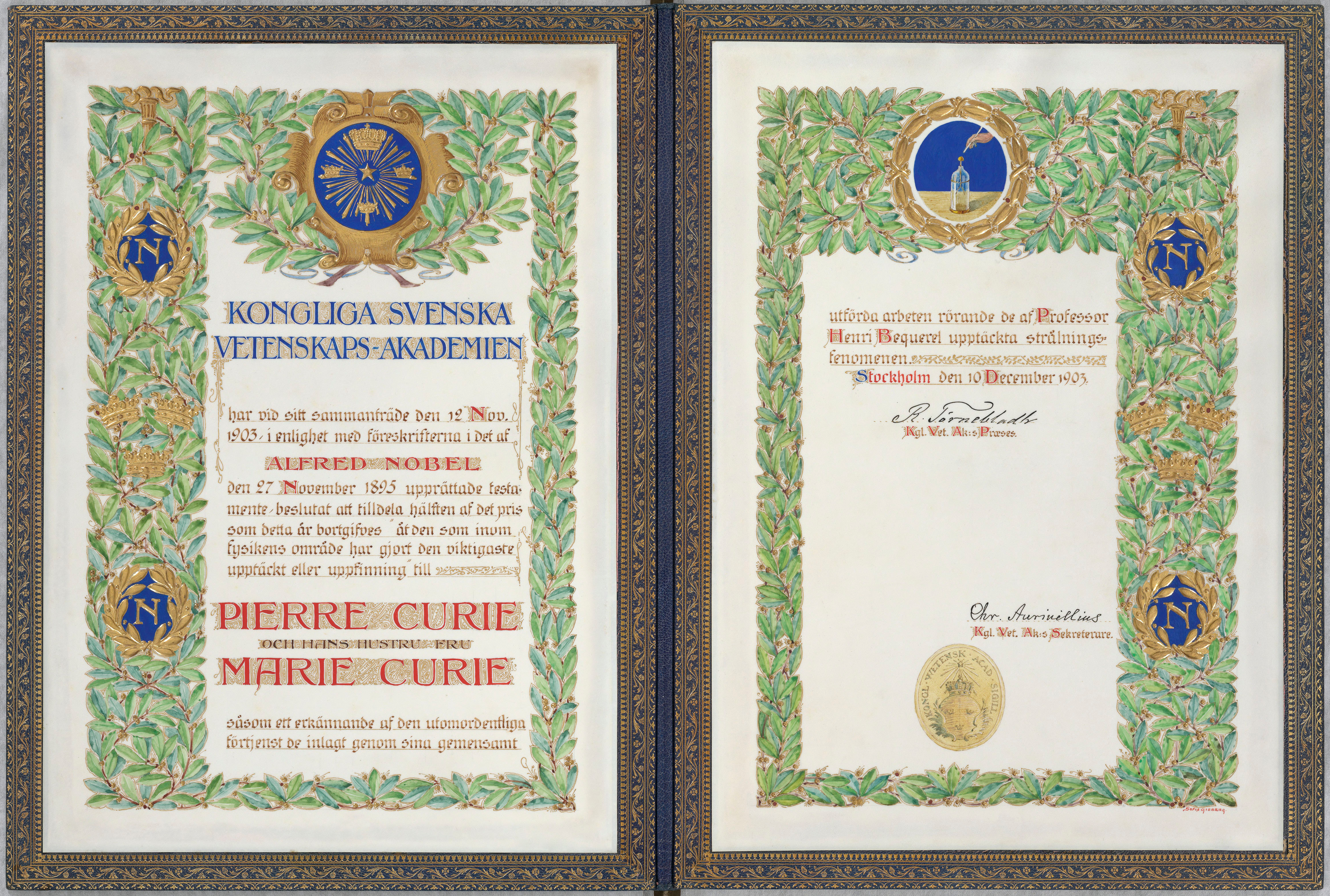
Dyplom Nagrody Nobla w dziedzinie fizyki, przyznany w grudniu 1903 r. Pierre’owi i Marii Curie

W 1896 r. Henri Becquerel (1852–1908), fizyk francuski, rozpoczął badania nad solami uranu (siarczanem potasu uranylu K
2[UO
2(SO
4)
2]·2H
2O), które wykazują silną fosforescencję. 2 marca 1896 r. na posiedzeniu Akademii Nauk ogłosił, że minerał zawierający uran emituje nowe, nieznane promieniowanie bez uprzedniego naświetlania. Becquerel przeprowadził kilka doświadczeń, na podstawie których stwierdził m.in. że uran i jego związki chemiczne w stanie krystalicznym, rozpuszczone, czy też stopione samorzutnie emitują promieniowanie, które zaczernia kliszę fotograficzną, jonizuje powietrze i przenika przez nieprzezroczyste ciała. Ponadto stwierdził (błędnie), że promieniowanie uranowe jest zbliżone właściwościami do zwykłego światła i podobnie jak ono ulega odbiciu, załamaniu i polaryzacji. Z końcem 1897 r. Maria Skłodowska-Curie, poszukując tematu do rozprawy w celu uzyskania stopnia doktora, podjęła pierwsze badania naukowe z promieniami Becquerela.
W tym samym roku, 12 września przyszła na świat pierwsza córka Marii i Pierre’a – Irène, późniejsza laureatka Nagrody Nobla z chemii (była drugą kobietą wyróżnioną tą nagrodą w dziedzinie chemii).
Maria, podejmując prace nad promieniowaniem odkrytym przez Becquerela, zastosowała przede wszystkim zamiast kliszy fotograficznej używanej przez uczonego bardzo czuły elektrometr, skonstruowany przez Pierre’a i jego brata Jacques’a Curie. Dzięki temu wynalazkowi stwierdziła, że natężenie promieni Becquerela zależy od zawartości uranu w próbce i jest do niej proporcjonalne. To spostrzeżenie umożliwiło jej wyciągnięcie słusznego wniosku, że jest ono właściwością atomową uranu. Kolejnym osiągnięciem Marii było udowodnienie, że poza uranem także tor emituje promieniowanie. Następnie Maria Curie dowiodła, że emisja promieniowania niektórych minerałów zawierających uran (blenda smolista, chalkolit czy autunit) jest znacznie silniejsza niż wynikałoby to z zawartości uranu w ich składzie. Ponieważ znała skład chemiczny chalkolitu (Cu(UO
2)
2(PO
4)
2·(8–12)H
2O) stwierdziła, że tylko uran jest pierwiastkiem promieniotwórczym w tym minerale. Wysunęła więc słuszną hipotezę, że minerał ten musi zawierać domieszkę nowego, nieznanego pierwiastka chemicznego. Maria otrzymała w laboratorium chalkolit i udowodniła tym samym, że syntetyczny chalkolit emituje słabsze promieniowanie. Był to dowód eksperymentalny na istnienie nowego pierwiastka chemicznego. Do jej badań dołączył Pierre Curie. Małżonkowie opracowali metodę wskaźników promieniotwórczych, dzięki czemu określili zdolność promieniowania nowego pierwiastka. Za pomocą przemian chemicznych wyodrębnili nowy, nieznany dotąd pierwiastek chemiczny. 18 lipca 1898 r. przedstawili dzieło naukowe, w którym donosili o odkryciu polonu (symbol Po, liczba atomowa 84), pierwiastka nazwanego na cześć Polski. Na kolejny sukces małżonkowie Curie nie musieli zbyt długo czekać. 26 grudnia 1898 r. wspólnie z Gustavem Bémontem donieśli o odkryciu kolejnego pierwiastka chemicznego – radu (symbol Ra, liczba atomowa 88).
Małżonkowie Curie zbadali promieniowanie emitowane przez rad i polon, stwierdzając m.in., że związki promieniotwórcze świecą, sole radu wydzielają ciepło, zabarwiają porcelanę i szkło, promieniowanie przechodzi przez powietrze i pewne ciała, że może przekształcić tlen cząsteczkowy (O2) w ozon (O3). Pierre Curie poddał swoje ramię kilkugodzinnemu działaniu radu, a powstałą trudno gojącą się ranę obserwował i opisał. Za swoje prace małżonkowie Curie zostali wyróżnieni licznymi nagrodami m.in. Plante, Lacaze, Gegner, Osiris, Medalem Davy’ego.
W 1903 r. Maria przedstawiła tezy swojej rozprawy doktorskiej pt. „Badanie ciał radioaktywnych”. W sierpniu tego roku urodziła drugą córkę, która zmarła po porodzie. W 1903 r. Maria i Pierre Curie otrzymali wspólnie z Becquerelem Nagrodę Nobla z fizyki za badania nad zjawiskiem promieniotwórczości. 6 grudnia 1904 r. Maria urodziła trzecią córkę, Ève – przyszłą biografkę matki, pianistkę i działaczkę pokojową.

### Śmierć Pierre’a Curie
W czwartek 19 kwietnia 1906 r. Pierre Curie, wracając z zebrania Stowarzyszenia Profesorów Wydziałów Nauk Ścisłych, zginął potrącony przez konny wóz ciężarowy; miał wtedy 47 lat. Zrozpaczona Maria przez rok prowadziła tzw. „Dziennik żałobny”, w którym opisywała ból, żal i pustkę, jaka jej pozostała po śmierci ukochanego męża, przyjaciela, towarzysza. W maju 1906 r. 38-letnia Maria dostała katedrę fizyki po mężu. Pierwszy wykład prowadziła 5 listopada 1906 r. Została tym samym pierwszą kobietą profesorem na paryskiej Sorbonie.

### Druga Nagroda Nobla i romans z Paulem Langevinem

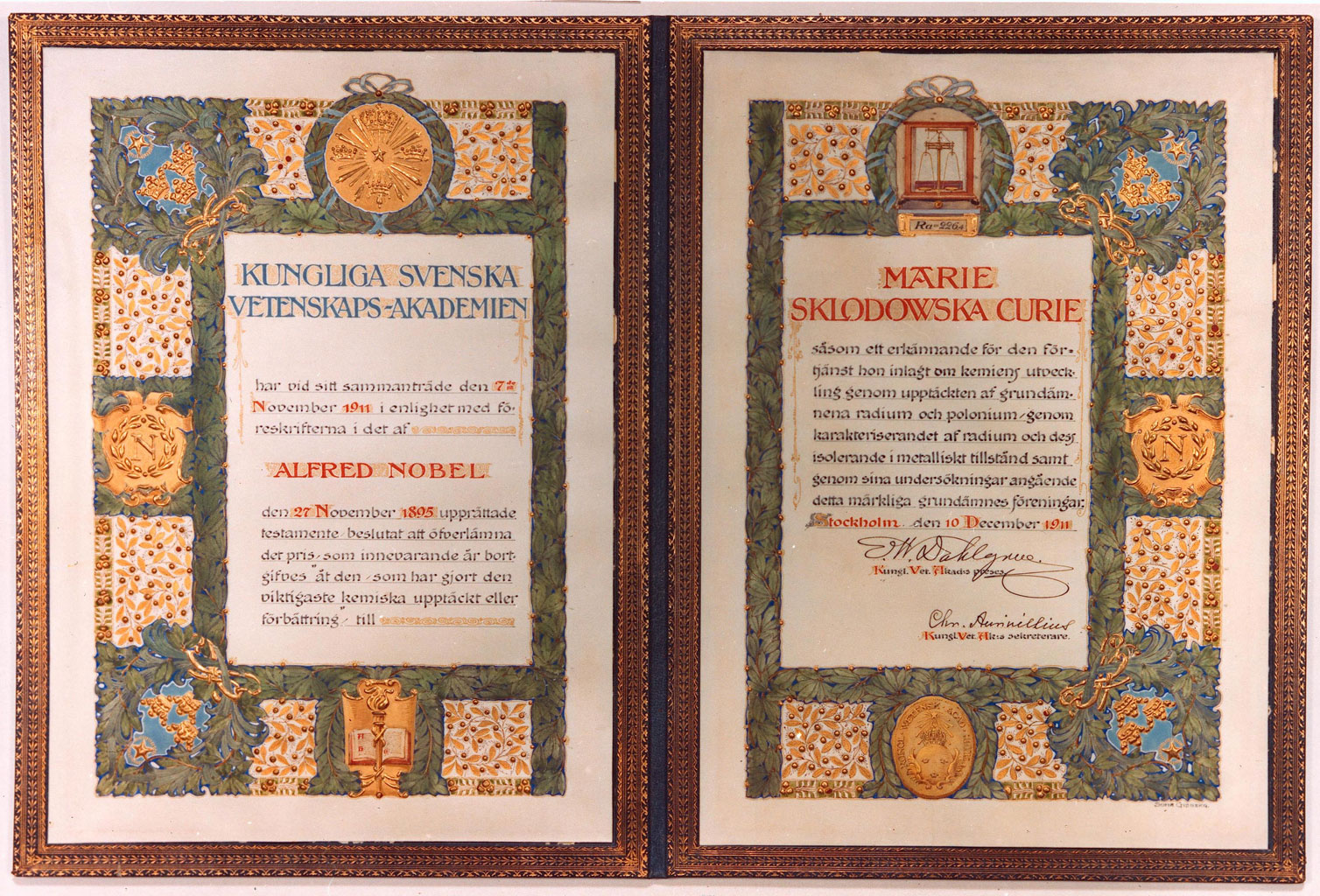
Dyplom Nagrody Nobla z 1911 r.

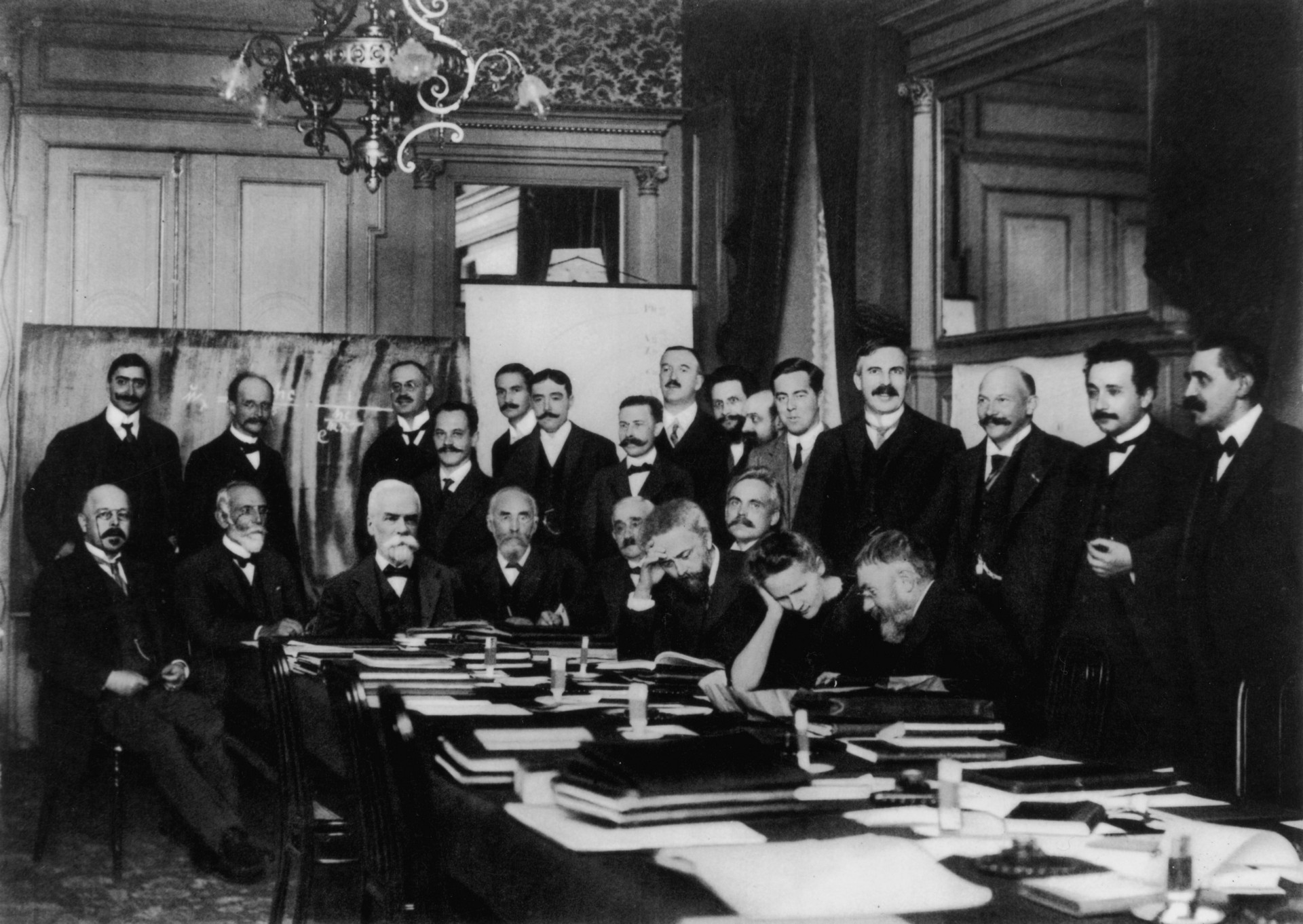
Maria Skłodowska-Curie wśród innych wielkich uczonych początku XX wieku podczas I konferencji Solvayowskiej w Brukseli w 1911 r. (m.in. Wien, Einstein, Maurice de Broglie – brat Louisa de Broglie, Nernst, Planck, Poincaré, Rutherford); pierwszy z prawej: Paul Langevin; drugi z prawej: Albert Einstein

Po śmierci Pierre’a Maria oddała się całkowicie pracy: otrzymała rad w stanie metalicznym, opracowała i udoskonaliła metody izolowania i otrzymywania nowych substancji, podała definicję międzynarodowego wzorca radu. Brała także czynny udział w konferencjach i spotkaniach międzynarodowych m.in. w konferencji Solvaya. Wspólnie z grupą przyjaciół stworzyła szkołę, gdzie dzieci uczono w nowatorski sposób (w laboratoriach, muzeach, teatrach). W 1911 r. Skłodowska zgłosiła swoją kandydaturę do Francuskiej Akademii Nauk, ale przepadła w głosowaniu, pomimo że była laureatką Nagrody Nobla, trzykrotną laureatką Akademii Nauk w Paryżu, posiadała doktoraty honorowe uniwersytetów m.in. w Edynburgu, Genewie, Manchesterze, była członkiem Akademii Nauk w Petersburgu, Bolonii, Pradze, członkiem Akademii Umiejętności w Krakowie. Zwyciężyły jednak seksistowska postawa wobec kobiet i ksenofobiczna postawa wobec cudzoziemców. Pierwszą kobietę członkowie Akademii Nauk przyjęli ponad pół wieku później, w 1962 r. Była nią Marguerite Perey, doktorantka Marii Skłodowskiej-Curie.
Wkrótce po porażce w Akademii ujawniony został romans Marii Skłodowskiej-Curie z fizykiem francuskim Paulem Langevinem, który trwał około roku, w latach 1910–1911. Langevin był żonaty i porzucił swoją rodzinę. Listy miłosne, które wymieniał ze Skłodowską-Curie, zostały przekazane dziennikarzom przez jego żonę. Maria Skłodowska-Curie w oczach prasy, zwłaszcza brukowej, była osobą rozbijającą rodzinę Langevinów, w dodatku była od Paula o 4 lata starsza, a poza tym była cudzoziemką. Michel Langevin, wnuk Paula, ożenił się wiele lat później z Hélène Joliot, wnuczką Marii Skłodowskiej-Curie. Oboje byli, podobnie jak ich rodzice i dziadkowie, naukowcami (w ich przypadku – fizykami nuklearnymi). Hélène Langevin-Joliot jest obecnie emerytowaną dyrektorką badań w Centre national de la recherche scientifique w Paryżu.
Maria była zdeklarowaną niewierzącą i pochodziła z Polski, która przez większość Francuzów była utożsamiana z bliżej nieokreślonym terytorium pod berłem rosyjskiego cara, gdzie znaczny procent ludności stanowili Żydzi – snuto przypuszczenia, że badaczka jest Żydówką (co w tamtych czasach było w ksenofobicznych kręgach Francji uważane za mocno podejrzane – nie ucichły bowiem jeszcze resentymenty, które kilkanaście lat wcześniej doprowadziły do sprawy Dreyfusa), pomimo że w rzeczywistości pochodziła ze szlacheckiego polskiego rodu Dołęga-Skłodowskich, a w dzieciństwie została ochrzczona w wierze katolickiej. Domniemania paryskich brukowców oparte były na tym, że Maria Skłodowska-Curie nosiła po babce drugie imię Salomea, które w Polsce było popularnym imieniem chrześcijańskim, zaś we Francji kojarzyło się z Salomé, używanym przez Żydówki.
W październiku 1911 r. Skłodowska-Curie nawiązała podczas pierwszego kongresu Solvaya w Brukseli przyjaźń z Albertem Einsteinem i rozpoczęła z nim korespondencję, którą prowadziła do 1932 r.
7 listopada 1911 r. Szwedzka Akademia Nauk przyznała Marii drugą, tym razem samodzielną Nagrodę Nobla z chemii za odkrycie polonu i radu. Została pierwszym człowiekiem wyróżnionym tą nagrodą dwukrotnie i pierwszą kobietą laureatką Nobla w dziedzinie chemii.

### Instytut Radowy
Po otrzymaniu drugiej Nagrody Nobla, Maria przekonała rząd Francji do przeznaczenia środków na budowę prywatnego Instytutu Radowego – Institut du Radium (obecnie Institut Curie), który został wzniesiony w 1914 r. i w którym prowadzono badania z zakresu chemii, fizyki i medycyny. Instytut ten stał się kuźnią noblistów – wyszło z niego jeszcze czworo laureatów nagrody Nobla, w tym córka Marii Skłodowskiej-Curie, Irène, i zięć Frédéric Joliot-Curie. W Instytucie prowadzono podstawowe prace i badania nad promieniotwórczością i radioizotopami.

### I wojna światowa
Gdy 1 sierpnia 1914 r. wybuchła I wojna światowa, siedemnastoletnia Irène i dziesięcioletnia Ève przebywały z dala od Paryża i matki. Były na wakacjach w l’Arcouest pod opieką przyjaciół Marii. Maria Skłodowska-Curie pozostała w Paryżu, by strzec Instytutu Radowego i zgromadzonego radu. Rząd ogłosił, że rad znajdujący się w Instytucie Radowym stanowi dobro narodowe i należy go ochronić. Uczona wywiozła rad na czas wojny do Bordeaux. Maria, nie mogąc służyć Polsce, postanowiła służyć Francji. Zebrała aparaty rentgenowskie z paryskich pracowni i zorganizowała specjalne samochody ciężarowe z aparaturą, tzw. „małe Curie” (w lipcu 1916 r., jako jedna z pierwszych kobiet, uzyskała prawo jazdy na ciężarówki, by móc te samochody prowadzić). Marii towarzyszyli lekarze wojskowi i Irène, która razem z matką szkoliła elektroradiologów. Były to pionierskie działania z zakresu diagnostyki zdrowia. Dzięki jej pracy i wytrwałości można było wykonywać zdjęcia rentgenowskie w polowych warunkach. Ta działalność uratowała wielu żołnierzy od pewnej śmierci. Była także członkinią Szwajcarskiego Komitetu Generalnego Pomocy Ofiarom Wojny w Polsce.

### Dwudziestolecie międzywojenne
W maju 1921 r., dzięki amerykańskiej dziennikarce Marii Meloney, Maria wraz z córkami wyruszyła w podróż do Stanów Zjednoczonych, gdzie dzięki zbiórce pieniędzy wśród Polonii amerykańskiej oraz amerykańskich milionerów otrzymała pieniądze na zakup grama radu do Instytutu Radowego. Oprócz wymarzonego grama radu Maria dostała dodatkową gotówkę na wyposażenie laboratorium. Kluczyk do szkatułki z cennym radem wręczył Marii prezydent USA Warren Harding.
W 1926 r. Irène poślubiła Frédérica Joliot. Małżeństwo Joliot-Curie dokonało w 1934 r. wielkiego odkrycia – sztucznej radioaktywności, za co w 1935 r. oboje otrzymali Nagrodę Nobla z chemii. Pod koniec lat dwudziestych zdrowie Marii Skłodowskiej-Curie zaczęło się coraz bardziej pogarszać. Maria zaczęła tracić słuch i wzrok. W 1929 r. Maria Meloney zaprosiła Marię Curie jeszcze raz do Stanów Zjednoczonych. Tym razem za zebrane pieniądze Maria kupiła gram radu dla Instytutu Radowego w Warszawie (obecnie Narodowy Instytut Onkologii im. Marii Skłodowskiej-Curie – Państwowy Instytut Badawczy w Warszawie). Kluczyk do szkatułki z radem wręczył tym razem prezydent USA Herbert Hoover. Maria przekazała cenny dar swojej siostrze Bronisławie. Szpital został otwarty przez obie siostry w maju 1932. W 1934 r. Maria zaczęła czuć się coraz gorzej: miała wysoką temperaturę, pojawiły się dreszcze. Lekarze zdiagnozowali grypę, później gruźlicze zmiany w płucach. Zaproponowali wyjazd do sanatorium. Maria wraz z córką Ève jako pielęgniarką wyjechała do sanatorium Sancellemoz w Passy. Tam na miejscu lekarze znaleźli prawdziwą przyczynę osłabienia Marii – niedokrwistość aplastyczną (miała także chorobę popromienną wywołaną przez promieniowanie jonizujące) o przebiegu piorunującym. Maria Skłodowska-Curie zmarła tam 4 lipca 1934 r. o godz. 4 rano. Pogrzeb odbył się 6 lipca 1934 r. w gronie rodziny i najbliższych przyjaciół. Maria spoczęła obok Pierre’a na cmentarzu w Sceaux. 20 kwietnia 1995 r. szczątki Marii i Pierre’a Curie zostały przeniesione do Panteonu w Paryżu.

## Wyróżnienia i nagrody
W 1909 r., podobnie jak jej mąż wcześniej, odmówiła przyjęcia francuskiego Krzyża Kawalerskiego Orderu Legii Honorowej, ale:
- w 1919 r. przyjęła odznaczenie hiszpańskim Krzyżem Wielkim Orderu Cywilnego Alfonsa XII[51][52];
- 11 listopada 2018 r. otrzymała pośmiertnie Order Orła Białego[53].

Pięć uczelni uhonorowało ją doktoratami honorowymi:
- 1912: Politechnika Lwowska,
- 1921: Uniwersytet Columbia[54],
- 1922: Uniwersytet Poznański,
- 1924: Uniwersytet Jagielloński,
- 1926: Politechnika Warszawska.

Otrzymała również dwa honorowe obywatelstwa:
- 1924: Warszawy, jednomyślną decyzją warszawskiej rady miejskiej[55];
- 1928: Glasgow w Szkocji[56].

## Upamiętnienie

### Filmy
Do tej pory powstało kilka filmów biograficznych o Marii Skłodowskiej-Curie:
- Curie-Skłodowska (ang. Madame Curie) – amerykański film z 1943 r. w reżyserii Mervyna LeRoya. W rolę Marii Skłodowskiej wcieliła się Greer Garson[57]. Obraz powstał na podstawie książki Ève Curie „Maria Curie”.
- Maria Skłodowska-Curie podtytuł W stulecie wielkiej uczonej – film biograficzny w reżyserii Stanisława Grabowskiego z 1967 r. Stworzono go w związku z setną rocznicą urodzin Marii Curie w dniu 7 listopada 1967[58][59].
- Marie Curie – miniserial telewizyjny w reżyserii Johna Glenistera(inne języki) z 1977 r. Rolę Marii Curie odegrała Jane Lapotaire(inne języki)[60].
- Maria Curie  – biograficzny miniserial telewizyjny z 1990 r. w reżyserii Michela Boisronda. Rolę Marii Curie odegrała Marie-Christine Barrault[61].
- Maria – film biograficzny w reżyserii Krzysztofa Szmagiera z 1998 r. Powstał on z inicjatywy Komitetu Obchodów 100-lecia Odkrycia Polonu i Radu[62].
- Palmy Pana Schutza – francuski film biograficzny z 1997 r. w reżyserii Claude’a Pinoteau z Isabelle Huppert w roli Marii Skłodowskiej-Curie.
- Maria Skłodowska-Curie – film biograficzny w reżyserii Bohdana Rączkowskiego z 2004[63].
- Maria – film dokumentalno-fabularyzowany w reżyserii Alicji Albrecht z 2011[64]. W roli Marii Skłodowskiej-Curie Joanna Szczepkowska. Film zawiera wspomnienia wnuczki uczonej – Heleny Langevin-Joliot, wypowiedzi jej polskich i francuskich biografów, zdjęcia i krótkie archiwalne fragmenty filmowe. Znaczną część stanowią nastrojowe sceny fabularyzowane, ilustrowane listami i wspomnieniami uczonej.
- Śladami Marii Skłodowskiej-Curie – film dokumentalno-fabularyzowany w reżyserii Krzysztofa Rogulskiego z 2011[65]. W roli Marii Skłodowskiej-Curie Elisabeth Duda. W filmie zaprezentowano m.in. wywiady z wnuczką Marii Skłodowskiej-Curie, prof. Hélène Langevin-Joliot oraz z pierwszą francuską astronautką, Claudie Haigneré.
- Maria Skłodowska-Curie (fr. Marie Curie) – biograficzny film fabularny w reżyserii Marie Noëlle(inne języki) z 2016 r., nakręcony w koprodukcji francusko-niemiecko-polsko-belgijskiej. W roli Marii Skłodowskiej-Curie Karolina Gruszka.
- Skłodowska (ang. Radioactive) – biograficzny film fabularny w reżyserii Marjane Satrapi z 2019 r. W roli Marii Skłodowskiej-Curie Rosamund Pike.

### Sztuki teatralne
- Promieniowanie – sztuka Kazimierza Brauna[66]
- Radiation – a passion of Marie Curie – sztuka amerykańskiego aktora i reżysera Alana Aldy[67]
- Blanche i Marie – sztuka na podstawie powieści Opowieść o Blanche i Marie autorstwa Per Olov Enquista
- Madame Curie – opera Elżbiety Sikory do libretta Agaty Miklaszewskiej, premiera 15 listopada 2011
- Amaterasu – sztuka Piotra Skotnickiego podsumowująca rok Marii Curie; Teatr Polskiego Radia, premiera 4 stycznia 2012[68]

### Patronat szkół
Maria Skłodowska-Curie jest patronką wielu placówek naukowych i edukacyjnych w Polsce i we Francji, m.in. Uniwersytetu Marii Curie-Skłodowskiej w Lublinie.

### Pomniki
- Pomnik Marii Skłodowskiej-Curie w Warszawie
- Maria Skłodowska-Curie została symbolicznie upamiętniona inskrypcją na grobowcu rodzinnym na Cmentarzu Powązkowskim w Warszawie[69].
- Popiersie Marii Skłodowskiej-Curie stoi w Parku im. Henryka Jordana w Krakowie (IV.8).
- W czerwcu 2014 r. odsłonięto w Warszawie rzeźbę wykonaną z brązu poświęconą uczonej[70].

### Monety i banknoty

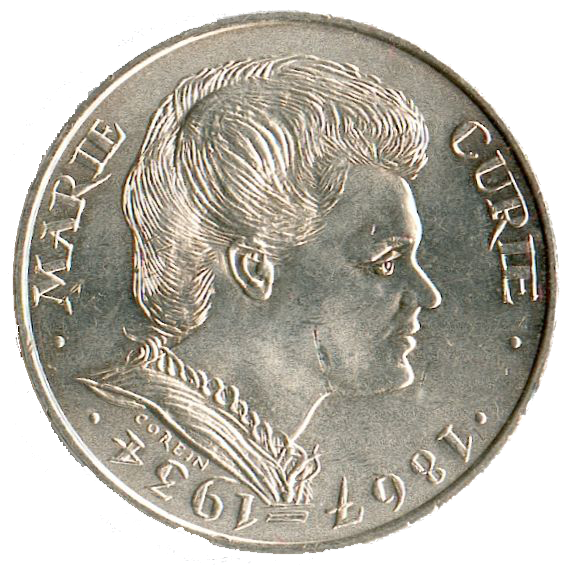
Maria Skłodowska-Curie na srebrnej 100-frankowej monecie z 1984 r.

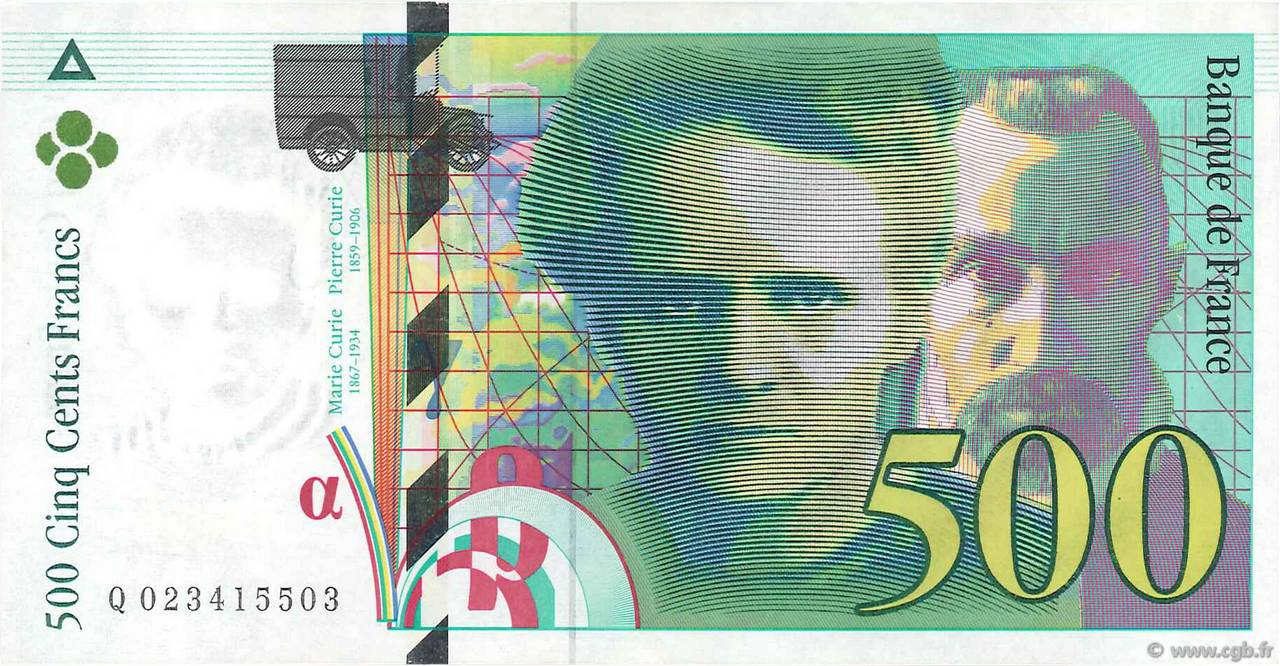
Para noblistów na banknocie 500-frankowym z 1995 r.

Maria Skłodowska-Curie była kilkukrotnie upamiętniana na monetach i banknotach, m.in. polskich, francuskich i hiszpańskich.
- Po raz pierwszy jej wizerunek umieszczono na pieniądzach w 1967 r., w 100-lecie jej urodzin. Widniał na trzech polskich monetach, z czego dwie nie trafiły do szerszego obiegu. Trzecia, o nominale 10 zł, należała do serii „Wielcy Polacy”.
- W 1974 r. wykonano inną, srebrną monetę o nominale 100 zł. Awers zawierał kompozycję profilu noblistki i trzech promieni radu (alfa, beta i gamma).
- W 1979 r. wprowadzono złotą monetę o nominale 2000 zł, wzorowaną na poprzedniej.
- W latach 1989–1996 w obiegu był banknot o nominale 20 000 zł z wizerunkiem polskiej noblistki[72], zaprojektowany przez Andrzeja Heidricha.
- W 1998 r. wydano okolicznościowe monety o nominałach 2 zł i 20 zł, przedstawiające Marię Skłodowską-Curie wraz z mężem Pierre’em i z symbolami odkrytych przez nich pierwiastków. Na rewersie widnieje model atomu.
- 25 listopada 2011 r. Narodowy Bank Polski wydał banknot kolekcjonerski o nominale 20 zł dla uczczenia setnej rocznicy przyznania Nagrody Nobla Marii Skłodowskiej-Curie w dziedzinie chemii[73]. Nie ukazała się jednak okolicznościowa moneta.

W trzech pierwszych przypadkach podano jej podwójne nazwisko, ale z odstępem zamiast dywizu, pisząc Maria Skłodowska Curie.
- W 1984 r. we Francji noblistkę uwieczniono na srebrnych i złotych monetach 100-frankowych, samodzielnie.
- W 1995 r. wyemitowano banknot o nominale 500 franków z podobizną Marii i Pierre’a Curie.

W obydwu sytuacjach podano tylko francuskie nazwisko, po mężu, pisząc Marie Curie.
- W 2011 r., w 100-lecie przyznania jej nagrody Nobla z chemii, okolicznościową monetę wydał Bank Hiszpanii.

### Znaczki pocztowe
Maria Skłodowska-Curie, zarówno sama, jak i z mężem, była upamiętniana na znaczkach pocztowych wydawanych przez poczty francuską, polską, szwedzką i Monako.
Znaczki francuskie – zawsze pomijające nazwisko panieńskie Marii:
- 1938: upamiętnienie małżeństwa Curie z okazji 40. rocznicy odkrycia radu. Oprócz tego wydano 20 odmian tego znaczka dla kolonii francuskich na wszystkich kontynentach.
- 1967: z okazji 100. urodzin Marii
- 2011: z okazji 100-lecia nagrody Nobla z Chemii

Oprócz tego w 1998 r. upamiętniono odkrycie radu, jednak nie wspomniano jego odkrywców.
Znaczki polskie – zawsze z nazwiskiem panieńskim:
- 1947: znaczek z serii „Kultura polska”
- 1948: reedycja w zmienionym kolorze
- 1951: znaczek z okazji I Kongresu Nauki Polskiej
- 1963: znaczek z serii o sławnych Polakach
- 1967: Seria 3 znaczków, w tym 1 odwołujący się do nobla z chemii
- 1982: znaczek w serii o noblistach polskich
- 1992: upamiętnienie odkrycia radu; pominięcie męża Marii Pierre’a
- 2011: upamiętnienie 100-lecia nagrody Nobla z chemii
- 2017: z okazji 150. urodzin[75]

Znaczki szwedzkie:
- 1963: upamiętnienie nagrody Nobla z fizyki z Pierre’em Curie i z Henrim Becquerelem
- 1971: upamiętnienie nagrody Nobla z chemii
- 2011: upamiętnienie 100-lecia nagrody Nobla z chemii

Oprócz tego, w 1967 r., w 100. rocznicę urodzin Marii, Poczta Monako wyemitowała znaczek z Marią Skłodowską-Curie, zawierający jej nazwisko panieńskie.

### Inne
- Maria Skłodowska-Curie została uwieczniona za życia na co najmniej jednej barwnej fotografii autochromowej braci Lumière ocalonej w Muzeum Curie w Paryżu[76].
- Skłodowskit i cuproskłodowskit, dwa krzemiany uranylu nazwane od nazwiska Marii Skłodowskiej-Curie przez belgijskich mineralogów, którzy odkryli je w Kongo (pierwszy w 1924 r., drugi w 1933 r.)[77].
- Góra Curie-Skłodowskiej na Spitsbergenie, nazwana tak w 1934 r.
- Muzeum Marii Skłodowskiej-Curie w Warszawie przy ul. Freta 16. Zostało otwarte w stulecie urodzin noblistki w 1967 r.
- W 1928 r. Maria Skłodowska-Curie otrzymała honorowe obywatelstwo miasta Glasgow w Szkocji[78].
- W 1995 r. Maria Skłodowska-Curie została pierwszą kobietą pochowaną pod kopułą Panteonu w Paryżu w uznaniu jej zasług.
- Sejm[79] i Senat[80] RP uchwaliły ustanowienie roku 2011 Rokiem Marii Skłodowskiej-Curie.
- 26 maja 2011 r. otwarto w Warszawie ścieżkę edukacyjną poświęconą uczonej[81].
- W 2012 r. drzewo posadzone w 1932 r. przez Marię Skłodowską-Curie w ogrodzie Instytutu Radowego uznano za pomnik przyrody, nadając mu nazwę „Maria”[82].
- W roku 2011 został w Centrum Nauki Kopernik opracowany szkolny zestaw edukacyjny[83] zawierając proste materiały do doświadczeń podobnych do tych, które badaczka przeprowadzała z dziećmi polskich imigrantów w paryskiej "Spółdzielni". Pudełkowy zestaw[84] opracowano przy wsparciu finansowym Biura Edukacji m.st.W-wy; w ilości około 130 sztuk trafił bezpłatnie do szkół.
- W wydanej w 2015 r. grze komputerowej Fallout 4 jedna z postaci nosi imię Curie i została nazwana na cześć badaczki.
- W wydanej w 2018 r. niezależnej grze komputerowej Beholder 2 pojawia się postać drugoplanowa nosząca imię Maria Curie.
- W 2019 r. powstała Polsko-Francuska Nagroda Naukowa im. Marii Skłodowskiej i Pierre’a Curie, przyznawana przez Fundację na rzecz Nauki Polskiej i francuskie Ministerstwo Szkolnictwa Wyższego, Badań Naukowych i Innowacji we współpracy z Francuską Akademią Nauk[85].
- W 2021 r. ukazała się gra karciana Akademia Superbohaterów o polskich naukowcach i naukowczyniach przygotowana przez Tomasza Rożka w ramach projektu Akademia Superbohaterów. Jedną z bohaterek jest Skłodowska-Curie[86][87].
- Częścią programu Horyzont Europa są Działania „Maria Skłodowska-Curie” (Marie Skłodowska-Curie Actions, MSCA).

## Drzewo genealogiczne
|       |       |       |       |       |       | Józef Skłodowski | Józef Skłodowski | Józef Skłodowski  | Józef Skłodowski  | Józef Skłodowski  | Józef Skłodowski  |                      |                      |                      |                      |                      |                      | Salomea z Sagtyńskich Skłodowska | Salomea z Sagtyńskich Skłodowska | Salomea z Sagtyńskich Skłodowska | Salomea z Sagtyńskich Skłodowska | Salomea z Sagtyńskich Skłodowska | Salomea z Sagtyńskich Skłodowska |                        |                        |               |               | Feliks Boguski | Feliks Boguski | Feliks Boguski | Feliks Boguski | Feliks Boguski         | Feliks Boguski         |                        |                        |                        |                        |                    |                    | Maria Zaruska | Maria Zaruska | Maria Zaruska       | Maria Zaruska       | Maria Zaruska       | Maria Zaruska       |                     |                     |              |              |                                |                                |                                |                                |                                |                                |
|       |       |       |       |       |       | Józef Skłodowski | Józef Skłodowski | Józef Skłodowski  | Józef Skłodowski  | Józef Skłodowski  | Józef Skłodowski  |                      |                      |                      |                      |                      |                      | Salomea z Sagtyńskich Skłodowska | Salomea z Sagtyńskich Skłodowska | Salomea z Sagtyńskich Skłodowska | Salomea z Sagtyńskich Skłodowska | Salomea z Sagtyńskich Skłodowska | Salomea z Sagtyńskich Skłodowska |                        |                        |               |               | Feliks Boguski | Feliks Boguski | Feliks Boguski | Feliks Boguski | Feliks Boguski         | Feliks Boguski         |                        |                        |                        |                        |                    |                    | Maria Zaruska | Maria Zaruska | Maria Zaruska       | Maria Zaruska       | Maria Zaruska       | Maria Zaruska       |                     |                     |              |              |                                |                                |                                |                                |                                |                                |
|       |       |       |       |       |       |                  |                  |                   |                   |                   |                   |                      |                      |                      |                      |                      |                      |                                  |                                  |                                  |                                  |                                  |                                  |                        |                        |               |               |                |                |                |                |                        |                        |                        |                        |                        |                        |                    |                    |               |               |                     |                     |                     |                     |                     |                     |              |              |                                |                                |                                |                                |                                |                                |
|       |       |       |       |       |       |                  |                  |                   |                   |                   |                   | Władysław Skłodowski | Władysław Skłodowski | Władysław Skłodowski | Władysław Skłodowski | Władysław Skłodowski | Władysław Skłodowski |                                  |                                  |                                  |                                  |                                  |                                  |                        |                        |               |               |                |                |                |                |                        |                        | Bronisława Boguska     | Bronisława Boguska     | Bronisława Boguska     | Bronisława Boguska     | Bronisława Boguska | Bronisława Boguska |               |               |                     |                     |                     |                     |                     |                     |              |              |                                |                                |                                |                                |                                |                                |
|       |       |       |       |       |       |                  |                  |                   |                   |                   |                   | Władysław Skłodowski | Władysław Skłodowski | Władysław Skłodowski | Władysław Skłodowski | Władysław Skłodowski | Władysław Skłodowski |                                  |                                  |                                  |                                  |                                  |                                  |                        |                        |               |               |                |                |                |                |                        |                        | Bronisława Boguska     | Bronisława Boguska     | Bronisława Boguska     | Bronisława Boguska     | Bronisława Boguska | Bronisława Boguska |               |               |                     |                     |                     |                     |                     |                     |              |              |                                |                                |                                |                                |                                |                                |
|       |       |       |       |       |       |                  |                  |                   |                   |                   |                   |                      |                      |                      |                      |                      |                      |                                  |                                  |                                  |                                  |                                  |                                  |                        |                        |               |               |                |                |                |                |                        |                        |                        |                        |                        |                        |                    |                    |               |               |                     |                     |                     |                     |                     |                     |              |              |                                |                                |                                |                                |                                |                                |
|       |       |       |       |       |       |                  |                  |                   |                   |                   |                   |                      |                      |                      |                      |                      |                      |                                  |                                  |                                  |                                  |                                  |                                  |                        |                        |               |               |                |                |                |                |                        |                        |                        |                        |                        |                        |                    |                    |               |               |                     |                     |                     |                     |                     |                     |              |              |                                |                                |                                |                                |                                |                                |
| Zofia | Zofia | Zofia | Zofia | Zofia | Zofia |                  |                  | Bronisława Dłuska | Bronisława Dłuska | Bronisława Dłuska | Bronisława Dłuska | Bronisława Dłuska    | Bronisława Dłuska    |                      |                      | Józef Skłodowski     | Józef Skłodowski     | Józef Skłodowski                 | Józef Skłodowski                 | Józef Skłodowski                 | Józef Skłodowski                 |                                  |                                  | Helena Szalay          | Helena Szalay          | Helena Szalay | Helena Szalay | Helena Szalay  | Helena Szalay  |                |                | Maria Skłodowska-Curie | Maria Skłodowska-Curie | Maria Skłodowska-Curie | Maria Skłodowska-Curie | Maria Skłodowska-Curie | Maria Skłodowska-Curie |                    |                    |               |               |                     |                     | Pierre Curie        | Pierre Curie        | Pierre Curie        | Pierre Curie        | Pierre Curie | Pierre Curie |                                |                                |                                |                                |                                |                                |
| Zofia | Zofia | Zofia | Zofia | Zofia | Zofia |                  |                  | Bronisława Dłuska | Bronisława Dłuska | Bronisława Dłuska | Bronisława Dłuska | Bronisława Dłuska    | Bronisława Dłuska    |                      |                      | Józef Skłodowski     | Józef Skłodowski     | Józef Skłodowski                 | Józef Skłodowski                 | Józef Skłodowski                 | Józef Skłodowski                 |                                  |                                  | Helena Szalay          | Helena Szalay          | Helena Szalay | Helena Szalay | Helena Szalay  | Helena Szalay  |                |                | Maria Skłodowska-Curie | Maria Skłodowska-Curie | Maria Skłodowska-Curie | Maria Skłodowska-Curie | Maria Skłodowska-Curie | Maria Skłodowska-Curie |                    |                    |               |               |                     |                     | Pierre Curie        | Pierre Curie        | Pierre Curie        | Pierre Curie        | Pierre Curie | Pierre Curie |                                |                                |                                |                                |                                |                                |
|       |       |       |       |       |       |                  |                  |                   |                   |                   |                   |                      |                      |                      |                      |                      |                      |                                  |                                  |                                  |                                  |                                  |                                  |                        |                        |               |               |                |                |                |                |                        |                        |                        |                        |                        |                        |                    |                    |               |               |                     |                     |                     |                     |                     |                     |              |              |                                |                                |                                |                                |                                |                                |
|       |       |       |       |       |       |                  |                  |                   |                   |                   |                   |                      |                      |                      |                      |                      |                      |                                  |                                  |                                  |                                  |                                  |                                  |                        |                        |               |               |                |                |                |                |                        |                        |                        |                        |                        |                        |                    |                    |               |               |                     |                     |                     |                     |                     |                     |              |              |                                |                                |                                |                                |                                |                                |
|       |       |       |       |       |       |                  |                  | Helena Dłuska     | Helena Dłuska     | Helena Dłuska     | Helena Dłuska     | Helena Dłuska        | Helena Dłuska        |                      |                      |                      |                      |                                  |                                  | Frédéric Joliot-Curie            | Frédéric Joliot-Curie            | Frédéric Joliot-Curie            | Frédéric Joliot-Curie            | Frédéric Joliot-Curie  | Frédéric Joliot-Curie  |               |               |                |                |                |                | Irène Joliot-Curie     | Irène Joliot-Curie     | Irène Joliot-Curie     | Irène Joliot-Curie     | Irène Joliot-Curie     | Irène Joliot-Curie     |                    |                    |               |               | Ève Curie-Labouisse | Ève Curie-Labouisse | Ève Curie-Labouisse | Ève Curie-Labouisse | Ève Curie-Labouisse | Ève Curie-Labouisse |              |              | Henry Richardson Labouisse Jr. | Henry Richardson Labouisse Jr. | Henry Richardson Labouisse Jr. | Henry Richardson Labouisse Jr. | Henry Richardson Labouisse Jr. | Henry Richardson Labouisse Jr. |
|       |       |       |       |       |       |                  |                  | Helena Dłuska     | Helena Dłuska     | Helena Dłuska     | Helena Dłuska     | Helena Dłuska        | Helena Dłuska        |                      |                      |                      |                      |                                  |                                  | Frédéric Joliot-Curie            | Frédéric Joliot-Curie            | Frédéric Joliot-Curie            | Frédéric Joliot-Curie            | Frédéric Joliot-Curie  | Frédéric Joliot-Curie  |               |               |                |                |                |                | Irène Joliot-Curie     | Irène Joliot-Curie     | Irène Joliot-Curie     | Irène Joliot-Curie     | Irène Joliot-Curie     | Irène Joliot-Curie     |                    |                    |               |               | Ève Curie-Labouisse | Ève Curie-Labouisse | Ève Curie-Labouisse | Ève Curie-Labouisse | Ève Curie-Labouisse | Ève Curie-Labouisse |              |              | Henry Richardson Labouisse Jr. | Henry Richardson Labouisse Jr. | Henry Richardson Labouisse Jr. | Henry Richardson Labouisse Jr. | Henry Richardson Labouisse Jr. | Henry Richardson Labouisse Jr. |
|       |       |       |       |       |       |                  |                  |                   |                   |                   |                   |                      |                      |                      |                      |                      |                      |                                  |                                  |                                  |                                  |                                  |                                  |                        |                        |               |               |                |                |                |                |                        |                        |                        |                        |                        |                        |                    |                    |               |               |                     |                     |                     |                     |                     |                     |              |              |                                |                                |                                |                                |                                |                                |
|       |       |       |       |       |       |                  |                  |                   |                   |                   |                   |                      |                      |                      |                      |                      |                      |                                  |                                  |                                  |                                  |                                  |                                  |                        |                        |               |               |                |                |                |                |                        |                        |                        |                        |                        |                        |                    |                    |               |               |                     |                     |                     |                     |                     |                     |              |              |                                |                                |                                |                                |                                |                                |
|       |       |       |       |       |       |                  |                  | Michel Langevin   | Michel Langevin   | Michel Langevin   | Michel Langevin   | Michel Langevin      | Michel Langevin      |                      |                      |                      |                      |                                  |                                  | Hélène Langevin-Joliot           | Hélène Langevin-Joliot           | Hélène Langevin-Joliot           | Hélène Langevin-Joliot           | Hélène Langevin-Joliot | Hélène Langevin-Joliot |               |               |                |                |                |                | Pierre Joliot          | Pierre Joliot          | Pierre Joliot          | Pierre Joliot          | Pierre Joliot          | Pierre Joliot          |                    |                    |               |               |                     |                     |                     |                     |                     |                     |              |              |                                |                                |                                |                                |                                |                                |
|       |       |       |       |       |       |                  |                  | Michel Langevin   | Michel Langevin   | Michel Langevin   | Michel Langevin   | Michel Langevin      | Michel Langevin      |                      |                      |                      |                      |                                  |                                  | Hélène Langevin-Joliot           | Hélène Langevin-Joliot           | Hélène Langevin-Joliot           | Hélène Langevin-Joliot           | Hélène Langevin-Joliot | Hélène Langevin-Joliot |               |               |                |                |                |                | Pierre Joliot          | Pierre Joliot          | Pierre Joliot          | Pierre Joliot          | Pierre Joliot          | Pierre Joliot          |                    |                    |               |               |                     |                     |                     |                     |                     |                     |              |              |                                |                                |                                |                                |                                |                                |
|       |       |       |       |       |       |                  |                  |                   |                   |                   |                   |                      |                      |                      |                      |                      |                      |                                  |                                  |                                  |                                  |                                  |                                  |                        |                        |               |               |                |                |                |                |                        |                        |                        |                        |                        |                        |                    |                    |               |               |                     |                     |                     |                     |                     |                     |              |              |                                |                                |                                |                                |                                |                                |
|       |       |       |       |       |       |                  |                  |                   |                   |                   |                   |                      |                      | Yves Langevin        |                      |                      |                      |                                  |                                  |                                  |                                  |                                  |                                  |                        |                        |               |               |                |                |                |                |                        |                        |                        |                        |                        |                        |                    |                    |               |               |                     |                     |                     |                     |                     |                     |              |              |                                |                                |                                |                                |                                |                                |